# Profesionalen Futbolen Klub Spartak Varna
Il Profesionalen Futbolen Klub Spartak Varna (in bulgaro Професионален Футболен Клуб Спартак Варна), chiamato comunemente Spartak Varna, è una società calcistica con sede a Varna, in Bulgaria. Milita nella 
Părva liga, la massima serie del campionato bulgaro di calcio.
La squadra vanta la vittoria di un campionato bulgaro, conseguita nel 1931-1932 con il nome di Šipčenski Sokol. Il titolo arrivò dopo il secondo posto del 1930-1931 e fu seguito da un altro secondo posto nel 1932-1933.
Disputa le gare casalinghe allo Stadio Spartak di Varna.

## Storia
Il club fu fondato da un gruppo di giovani il 28 agosto 1918, il nome iniziale scelto dai soci fondatori era Sport Club Sokol tuttavia per ragioni burocratiche furono costretti a cambiarlo in Bălgarski Sokol (Falco Bulgaro), vista la presenza di un circolo di caccia cittadino che già portava il nome Sokol. Nel gennaio del 1924 il sodalizio bianco-blu si accorpò con lo Sport Club Šipka diventando così il FC Šipšenski Sokol, agli inizi degli anni trenta il club attraverserà un periodo d'oro con due secondi posti (1931, 1933) e un campionato Bulgaro vinto (1932). Il 18 ottobre 1945 lo Šipšenski Sokol fu costretto, dal nuovo governo, ad inglobare a sé altre due squadre cittadine ovvero il Laveski e il Radetski; cambiando denominazione in FC Spartak Varna (per ragioni propagandistiche tra il 1949 e il 1956 il club cambierà nomenclatura in FC Spartak Stalin). Grazie all'assorbimento delle due società lo Spartak tornò a raggiungere ottimi piazzamenti e tra il 1945 e il 1948 arrivò per tre volte in semifinale di campionato, nel 1955 conquistò il terzo posto e nel 1961 arrivò in finale di Coppa di Bulgaria perdendo contro il CSKA Sofia. Nel 1969 un altro club si unì allo Spartak, il Lokomotiv, così il 6 marzo il club cambiò nome in JSK-Spartak. Con questo nuovo nome il JSK-Spartak raggiunse nuovamente la finale di Coppa di Bulgaria del 1983 trovando di nuovo il CSKA Sofia come avversaria, che esattamente come 22 anni prima si aggiudicherà la coppa nazionale. Nel 1985 la squadra tornò a chiamarsi FC Spartak Varna, ma da allora conobbe un lento ed inesorabile declino che culminò nel 2010 con il fallimento della società. Nel 2015 il club è stato rifondato e nel 2019 è tornato a giocare in un campionato professionistico, nel 2022 successivamente ad un lungo percorso lo Spartak è nuovamente tornato a competere nella massima serie; ma dopo una sola stagione è nuovamente retrocesso.

## Cronologia dei nomi
Bulgarski Sokol 1918-1923
FC Shipchenski Sokol 1924-1944
FC Spartak Varna 1945-1948, 1957-1968, 1985-ad oggi
FC Spartak Stalin 1949-1956
JSK-Spartak 1969-1984 

## Colori e simboli
I colori principali dello Spartak sono il bianco e il blu, talvolta si possono trovare anche degli inserti rossi visto che anche questo colore era presente nella prima divisa del club ai suoi albori
Il simbolo per eccellenza dello Spartak è il falco, ma sullo stemma è apparsa sporadicamente anche una stella (alcune volte di color rosso e altre volte di bianco) 

### Divise
Casa: per la maggior parte della sua storia lo Spartak ha giocato con - maglia blu, i pantaloncini bianchi e i calzettoni blu 
Trasferta: mentre riguardo alla seconda divisa i colori sono invertiti - maglia bianca, pantaloncini blu e calzettoni bianchi

## Palmarès

### Competizioni nazionali
- Campionato bulgaro: 1

1932
- Campionato bulgaro di seconda divisione: 9

1953, 1964-1965, 1970-1971, 1974-1975, 1981-1982,  1994-1995, 2005-2006, 2021-2022, 2023-2024
- Campionato bulgaro di terza divisione: 3

2010-2011, 2018-2019, 2020-2021
- Campionato bulgaro di quarta divisione: 1

2015-2016

### Altri piazzamenti
- Campionato bulgaro:

Secondo posto: 1931, 1933
Terzo posto: 1929, 1945, 1946, 1948, 1955, 1983-1984
- Coppa di Bulgaria:

Finalista: 1961, 1982-1983
- Kupa na Amat'orskata futbolna liga:

Finalista: 2010-2011

## Organico

### Rosa 2019-2020
Aggiornata al 1º febbraio 2020.
| N. |                     | Ruolo | Calciatore        |
| -- | ------------------- | ----- | ----------------- |
| 1  | Bulgaria (bandiera) | P     | Georgi Stavrev    |
| 2  | Bulgaria (bandiera) | D     | Nikolay Tomov     |
| 3  | Bulgaria (bandiera) | D     | Ibryam Ibryam     |
| 5  | Bulgaria (bandiera) | D     | Georgi Dinkov     |
| 6  | Bulgaria (bandiera) | D     | Arhan Isuf        |
| 7  | Bulgaria (bandiera) | C     | Hristo Ivanov     |
| 9  | Bulgaria (bandiera) | A     | Ivaylo Rusev      |
| 10 | Bulgaria (bandiera) | A     | Yanaki Smirnov    |
| 11 | Bulgaria (bandiera) | D     | Ventsislav Gurkov |
| 12 | Bulgaria (bandiera) | P     | Hristian Slavov   |
| 14 | Bulgaria (bandiera) | C     | Tomas Tsvyatkov   |

| N. |                     | Ruolo | Calciatore         |
| -- | ------------------- | ----- | ------------------ |
| 15 | Francia (bandiera)  | D     | Lionel Samba       |
| 16 | Bulgaria (bandiera) | D     | Aleksandar Yovchev |
| 17 | Bulgaria (bandiera) | C     | Miroslav Georgiev  |
| 19 | Bulgaria (bandiera) | A     | Rangel Abušev      |
| 21 | Bulgaria (bandiera) | C     | Kristian Varbanov  |
| 24 | Bulgaria (bandiera) | D     | Blagovest Gachev   |
| 66 | Bulgaria (bandiera) | D     | Martin Achkov      |
| 28 | Bulgaria (bandiera) | P     | Tsvetomir Ivanov   |
| 73 | Bulgaria (bandiera) | D     | Stefan Ivanov      |
| 90 | Bulgaria (bandiera) | C     | Ivelin Angelov     |
|    | Russia (bandiera)   | A     | Svyatoslav Vatel   |

## Tifoseria
La rivalità più accesa è con i concittadini del PFK Cerno More, le altre rivalità minori sono con il  Lokomtiv Plovdiv e il Neftohimik Burgas
Lo Spartak Varna intrattiene rapporti d'amicizia con il PFK Botev Plovdiv in Bulgaria e con il Genoa CFC in Italia